# تناظر متقطع
في العالم الحديث، التناظر المتقطع هو التناظر الذي يصف التغيرات غير المستمرة في النظام. على سبيل المثال، يمتلك المربع تناظرًا دوريًا متقطعًا، حيث لا يحافظ على المظهر الأصلي للمربع إلا الدوران بمضاعفات الزوايا القائمة. تنطوي التماثلات المنفصلة في بعض الأحيان على نوع من "المبادلة"، وعادة ما تسمى هذه المبادلات انعكاسات أو تبادلات. في الرياضيات والفيزياء النظرية ، التناظر المتقطع هو التناظر تحت تحولات الزمرة المتقطعة -على سبيل المثال. مجموعة طوبولوجية ذات طوبولوجيا منفصلة تشكل عناصرها مجموعة محدودة أو قابلة للعد .
واحدة من أبرز التماثلات المنفصلة في الفيزياء هو التناظر المتماثل . ويظهر في العديد من النظم الكمية الفيزيائية الأولية، مثل التذبذب التوافقي الكمومي ، مدارات الإلكترون للذرات الشبيه بالهيدروجين عن طريق إجبار الدوال الموجية على أن تكون زوجية أو فردية. وهذا بدوره يؤدي إلى قواعد الاختيار التي تحدد أي خطوط الانتقال مرئية في أطياف الامتصاص الذري .